# Musculus intercostalis externus
Der Musculus intercostalis externus (lateinisch für „äußerer Zwischenrippenmuskel“) ist ein im jeweiligen Zwischenrippenraum verlaufender Skelettmuskel des Thorax. Die Musculi intercostales externi (Plural) verlaufen dabei schräg ventrokaudal (bauch-schwanzwärts, beim Menschen also nach vorn und unten) von einer Rippe zur darauffolgenden.
Die Musculi intercostales externi bilden zusammen mit den Rippen und den darunter liegenden Musculi intercostales interni die Brustwand. Die Kontraktion der Musculi intercostales externi hebt die Rippen und erweitert damit den Brustkorb, wodurch diese Muskeln die Einatmung (Inspiration) unterstützen („Hilfsinspirator“) und zur Atemmuskulatur gezählt werden.
Die Faszie, die den Muskel ventral bedeckt, ist die Fascia thoracica externa.